# Wschodnioniemiecka Formuła 3 Sezon 1955
Sezon 1955 był szóstym sezonem Wschodnioniemieckiej Formuły 3.
Pojemność silników samochodów była ograniczona do 500 cm³.

## Kalendarz wyścigów
| Runda | Data        | Tor         | Pole position   | Najszybsze okrążenie | Zwycięzca (kierowcy) | Zwycięzca (zespoły) |
| ----- | ----------- | ----------- | --------------- | -------------------- | -------------------- | ------------------- |
| 1     | 15 maja     | Dessau      | Willy Lehmann   | Willy Lehmann        | Willy Lehmann        | BSG Einheit Halle   |
| 2     | 5 czerwca   | Lipsk       | Kurt Ahrens sr. | Kurt Ahrens sr.      | Kurt Ahrens sr.      | Kurt Ahrens         |
| 3     | 3 lipca     | Halle-Saale | Kurt Ahrens sr. | Willy Lehmann        | Kurt Ahrens sr.      | Kurt Ahrens         |
| 4     | 14 sierpnia | Sachsenring | Kurt Ahrens sr. | Kurt Ahrens sr.      | Kurt Ahrens sr.      | Kurt Ahrens         |

## Klasyfikacja kierowców
| Legenda oznaczeń w tabelach wyników Wyświetl szablon na nowej stronie | Legenda oznaczeń w tabelach wyników Wyświetl szablon na nowej stronie                                                                     |
| Oznaczenie                                                            | Wyjaśnienie |
| --------------------------------------------------------------------- | --- |
| Złoty                                                                 | Zwycięzca lub mistrzostwo |
| Srebrny                                                               | 2. miejsce lub wicemistrzostwo |
| Brązowy                                                               | 3. miejsce lub II wicemistrzostwo |
| Zielony                                                               | Ukończył, punktował (w klasyfikacji generalnej, gdy zdobył co najmniej jeden punkt na przestrzeni sezonu, poza trzema powyższymi opcjami) |
| Niebieski                                                             | Ukończył, nie punktował (w klasyfikacji generalnej, gdy nie zdobył co najmniej jednego punktu na przestrzeni sezonu)                      |
| Czerwony                                                              | Nie zakwalifikował się (NZ) |
| Czerwony                                                              | Nie prekwalifikował się (NPK) |
| Różowy                                                                | Nie ukończył (NU) |
| Różowy                                                                | Niesklasyfikowany (NS) (w klasyfikacji generalnej, gdy nie został sklasyfikowany w żadnym wyścigu sezonu)                                 |
| Czarny                                                                | Zdyskwalifikowany (DK) |
| Czarny                                                                | Wykluczony (WYK/EX) |
| Biały                                                                 | Nie wystartował (NW) |
| Biały                                                                 | Kontuzjowany (K/INJ) |
| Biały                                                                 | Wyścig odwołany (OD/C) |
| Bez koloru                                                            | Został wycofany (WYC/WD) |
| Bez koloru                                                            | Nie przybył (NP/DNA) |
| Bez koloru                                                            | Nie brał udziału w treningach (NT/DNP) |
| Bez koloru                                                            | Nie został zgłoszony (–) |
| Pogrubienie                                                           | Start z pole position |
| Kursywa                                                               | Najszybsze okrążenie wyścigu |
| †                                                                     | Nie ukończył, ale jego rezultat został zaliczony ze względu na przejechanie więcej niż 90% dystansu wyścigu.                              |
| *                                                                     | Sezon w trakcie |
| 1/2/3                                                                 | Punktowana pozycja w sprincie kwalifikacyjnym                                                                                             |
| Lista systemów punktacji Formuły 1                                    | |

| Poz.                                          | Kierowca           | Zespół                            | DES | LIP | HSS | SCH | Punkty |
| --------------------------------------------- | ------------------ | --------------------------------- | --- | --- | --- | --- | ------ |
| 1                                             | Willy Lehmann      | BSG Einheit Halle                 | 1   | 2   | 3   | NU  | 22     |
| 2                                             | Günter Lenssen     | BSG Motor Zeitz BSG Einheit Halle | ?   | 6   | 5   | 4   | 14     |
| 3                                             | Josef Ortschitt    | BSG Motor Eisenach                | 3   | ?   | ?   | 6   | 7      |
| 4                                             | Heinz Melkus       | BSG Post Dresden                  | 2   | NU  | 4   | NU  | 4      |
| NS                                            | Helmut Zimmer      | BSG Post Dresden                  | 4   | ?   | ?   | NU  | 0      |
| NS                                            | Gerhard Demmrich   | BSG Einheit Greiz                 | 5   | ?   | ?   | -   | 0      |
| NS                                            | Horst Mansfeld     | BSG Chemie Wolfen                 | ?   | ?   | ?   | 7   | 0      |
| NS                                            | Heinz Herrmann     | BSG Post Dresden                  | -   | -   | -   | 8   | 0      |
| NS                                            | Willy Krenkel      | BSG Motor Niedersedlitz           | -   | ?   | ?   | NU  | 0      |
| NS                                            | Karl Wojciechowski | BSG Motor Wittenberg              | -   | ?   | -   | -   | 0      |
| NS                                            | Gerhard Brembach   | BSG Motor Immelborn               | -   | ?   | ?   | NU  | 0      |
| NS                                            | Heinz Prüfer       | BSG Einheit Schleiz               | -   | ?   | -   | -   | 0      |
| NS                                            | Günter Sternberg   | BSG Einheit Greifswald            | -   | ?   | -   | -   | 0      |
| NS                                            | Franz Horn         | BSG Lokomotive Delitzsch          | -   | ?   | ?   | -   | 0      |
| Kierowcy niedopuszczeni do zdobywania punktów |                    |                                   |     |     |     |     |        |
| NS                                            | Kurt Ahrens sr.    | Kurt Ahrens                       | -   | 1   | 1   | 1   | 0      |
| NS                                            | Kurt Kuhnke        | Kurt Kuhnke                       | -   | 4   | 2   | 2   | 0      |
| NS                                            | Walter Hampel      | Walter Hampel                     | -   | 5   | -   | 3   | 0      |
| NS                                            | Oswald Karch       | Oswald Karch                      | -   | 3   | ?   | NU  | 0      |
| NS                                            | Philipp Meub       | Philipp Meub                      | -   | -   | -   | 5   | 0      |
| NS                                            | Otto Kolan         | Otto Kolan                        | -   | ?   | -   | NU  | 0      |
| NS                                            | Theo Helfrich      | Theo Helfrich                     | -   | ?   | ?   | NU  | 0      |
| NS                                            | Walter Weeke       | Walter Weeke                      | -   | -   | ?   | -   | 0      |
| NS                                            | Karl Jehle         | Karl Jehle                        | -   | -   | -   | NU  | 0      |